# Emanuela Zardo
| Posities op de WTA-ranglijst Positie per einde seizoen: \| jaar \| rang enkelspel \| rang dubbelspel \| \| ---- \| -------------- \| --------------- \| \| 1986 \| 313 \| – \| \| 1987 \| 258 \| – \| \| 1988 \| 279 \| 495 \| \| 1989 \| 142 \| 399 \| \| 1990 \| 64 \| 475 \| \| 1991 \| 31 \| 355 \| \| 1992 \| 39 \| 661 \| \| 1993 \| 73 \| 166 \| \| 1994 \| 88 \| 660 \| \| 1995 \| 177 \| 717 \| \| 1996 \| 238 \| 506 \| \| 1997 \| 264 \| 597 \| \| 1998 \| 697 \| 667 \| |                |                 |
| jaar | rang enkelspel | rang dubbelspel |
| 1986 | 313            | –               |
| 1987 | 258            | –               |
| 1988 | 279            | 495             |
| 1989 | 142            | 399             |
| 1990 | 64             | 475             |
| 1991 | 31             | 355             |
| 1992 | 39             | 661             |
| 1993 | 73             | 166             |
| 1994 | 88             | 660             |
| 1995 | 177            | 717             |
| 1996 | 238            | 506             |
| 1997 | 264            | 597             |
| 1998 | 697            | 667             |

Emanuela Zardo (Bellinzona, 24 april 1970) is een voormalig tennisspeelster uit Zwitserland. Zij begon met tennis toen zij tien jaar oud was.

## Loopbaan

### Enkelspel
Zardo debuteerde in 1986 op het ITF-toernooi van Lissabon (Portugal). Zij stond in 1987 voor het eerst in een finale, op het ITF-toernooi van Vilamoura (Portugal) – hier veroverde zij haar eerste titel, door de West-Duitse Cornelia Lechner te verslaan. In totaal won zij tien ITF-titels, de laatste in 1997 in Biel (Zwitserland).
In 1987 speelde Zardo voor het eerst op een WTA-hoofdtoernooi, op het WTA-toernooi van Genève. In 1991 won zij het WTA-toernooi van Tarente – in de finale versloeg zij de Oostenrijkse Petra Ritter.
In 1992 speelde Zardo voor Zwitserland op de Olympische Zomerspelen van Barcelona.
Zardo speelde op alle grandslamtoernooien, waarbij de vierde ronde op het Australian Open in 1994 haar beste resultaat was – daarbij versloeg zij achtereenvolgens Katarína Studeníková, Yayuk Basuki en Gigi Fernández, waarna zij verloor van Jana Novotná.
Haar hoogste notering op de WTA-ranglijst is de 27e plaats, die zij bereikte in mei 1991. Daarmee staat zij op de zevende plaats van de historische ranglijst van Zwitserland.

### Dubbelspel
Zardo was in het dubbelspel minder actief dan in het enkelspel. Zij debuteerde in 1987 op het ITF-toernooi van Madeira (Portugal), samen met de Nederlandse Jana Koran. Zij stond in 1996 voor het eerst in een finale, op het ITF-toernooi van Athene (Griekenland), samen met Française Virginie Massart – zij verloren van het duo Cătălina Cristea en Helena Vildová.
In 1990 speelde Zardo voor het eerst op een WTA-hoofdtoernooi, op het WTA-toernooi van Genève, samen met landgenote Natalie Tschan. In het verdere verloop van haar dubbelspelcarrière kwam zij op de WTA-toernooien nooit voorbij de tweede ronde.
In 1992 speelde Zardo voor Zwitserland op de Olympische Zomerspelen van Barcelona samen met Manuela Maleeva-Fragnière – zij bereikten de tweede ronde.
Op het Australian Open 1994 had Zardo een eenmalig grandslamoptreden, met de Griekse Christína Papadáki aan haar zijde.

### Tennis in teamverband
In de periode 1987–1996 maakte Zardo deel uit van het Zwitserse Fed Cup-team – zij vergaarde daar een winst/verlies-balans van 15–15.

## Palmares
| Legenda                |
| ---------------------- |
| Grandslamtoernooi      |
| Olympische Spelen      |
| Year-End Championships |
| Tier I                 |
| Tier II                |
| Tier III               |
| Tier IV & V            |

### WTA-finaleplaatsen enkelspel
| nr.              | finale     | toernooi    | ondergrond | tegenstandster  | score    |
| ---------------- | ---------- | ----------- | ---------- | --------------- | -------- |
| gewonnen finales |            |             |            |                 |          |
| 1.               | 1991-05-05 | WTA Tarente | gravel     | Petra Ritter    | 7-5, 6-2 |
| verloren finales |            |             |            |                 |          |
| 1.               | 1992-05-03 | WTA Tarente | gravel     | Julie Halard    | 0-6, 5-7 |
| 2.               | 1992-09-20 | WTA Parijs  | gravel     | Sandra Cecchini | 2-6, 1-6 |

## Resultaten grandslamtoernooien
| Legenda | Legenda                          |
| ------- | -------------------------------- |
| g.t.    | geen toernooi gehouden           |
| l.c.    | lagere categorie                 |
| –       | niet deelgenomen                 |
| G       | uitgeschakeld in de groepsfase   |
| 1R      | uitgeschakeld in de eerste ronde |
| 2R      | uitgeschakeld in de tweede ronde |
| 3R      | uitgeschakeld in de derde ronde  |
| 4R      | uitgeschakeld in de vierde ronde |
| KF      | uitgeschakeld in de kwartfinale  |
| HF      | uitgeschakeld in de halve finale |
| F       | de finale verloren               |
| W       | het toernooi gewonnen            |
| w-v     | winst/verlies-balans             |

### Enkelspel
| toernooi        | 1990 | 1991 | 1992 | 1993 | 1994 | 1995 |
| --------------- | ---- | ---- | ---- | ---- | ---- | ---- |
| Australian Open | 1R   | 1R   | 1R   | 1R   | 4R   | 1R   |
| Roland Garros   | 1R   | 2R   | 2R   | 1R   | 1R   | –    |
| Wimbledon       | –    | 2R   | –    | 1R   | 1R   | –    |
| US Open         | 2R   | 2R   | 2R   | 2R   | 2R   | –    |

### Vrouwendubbelspel
| toernooi        | 1994 |
| --------------- | ---- |
| Australian Open | 1R   |
| Roland Garros   | –    |
| Wimbledon       | –    |
| US Open         | –    |